# Spilit

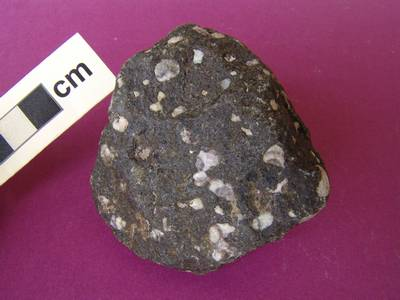
Spilit

Spilit – wylewna (bazalt) lub żyłowa (diabaz) skała magmowa tworząca się podczas erupcji podmorskich. Skała jest produktem podmorskiego wulkanizmu, poddanym transformacji poprzez procesy pneumatolizy lub procesy hydrotermalne w środowisku wody morskiej. Występuje razem z keratofirem. W jej skład wchodzą przede wszystkim minerały wtórne, to jest albit (może być jedynym składnikiem), oraz znacznie rzadziej skaleń potasowy, chloryt, aktynolit, serpentyn, epidot i kalcyt; ziarna tego ostatniego nadają minerałowi zielonkawy odcień. Pochodzenie spilitu do dzisiaj pozostaje przedmiotem kontrowersji.
Spility występują m.in. w okolicach Nowej Zelandii, w Polsce w Górach Kaczawskich oraz w Karpatach.